# Tecopa
Tecopa is een plaats (census-designated place) in de Amerikaanse staat Californië, en valt bestuurlijk gezien onder Inyo County.

## Demografie
Bij de volkstelling in 2000 werd het aantal inwoners vastgesteld op 99.

## Geografie
Volgens het United States Census Bureau beslaat de plaats een oppervlakte van
48,3 km², waarvan 48,1 km² land en 0,2 km² water.

## Plaatsen in de nabije omgeving
De onderstaande figuur toont nabijgelegen plaatsen in een straal van 72 km rond Tecopa.